# 合體
合體為一種漢字字體的結構，與獨體概念相對。合體字其形體結構可拆解分析其讀音或字義。六書中會意、形聲多屬此類。

## 釋義
- 《說文解字》段注：析言之，獨體曰文，合體曰字，統言之，則文字可互稱。

因而最早獨體字稱作文，衹有合體字才稱為字，今日已不區分，統稱文字。 

## 範例
- 會意：解（角＋刀＋牛）。
- 形聲：維（从糸隹聲）、基（从土其聲）。
- 古代的合文有的到今天仍用，如廿、卅、卌等，不过都读单音节了。
- 部份複字單位的字元可以合體為一字元寫出，如把千瓦合體為瓩。
- 部份複姓的字元可以合體為一字元寫出，如把司徒姓字元合體，方法同上例。
- 化学上还有很多将两个字的部分凑合起来表示新的意义的字，其发音也是两字发音凑合而来。如巰（氢硫）、羥（氢氧）等。

汉语的发展过程是由综合语发展到分析语其实古汉语大都是单字词（除了少数连绵字外），字典的“马”字部的汉字，如：青马、黄马、白马等等，古时都是用单字表达的。
| 汉字 | 解释及相关字词                                                                                             |
| ---- | --- |
| 骠   | 骁勇，马快跑的样子；黄毛白点马                                                                             |
| 骢   | 青白马 |
| 骓   | 青白杂色马                                                                                                 |
| 骐   | 青黑格子纹马；骐骥（千里马）                                                                               |
| 骥   | 好马，喻贤能：骥足（喻杰出的才华；喻才华出众的人）；骥尾（喻依附他人而成名）；骥途；骥服盐车（喻埋没人才） |
| 骏   | 良马；迅速                                                                                                 |
| 骕   | 骕骦（古代良马名）                                                                                         |
| 駃   | 駃騠（驴骡：另一种骏马）；迅急                                                                             |
| 驵   | 骏马；壮马                                                                                                 |
| 驹   | 少壮的骏马，喻少年英俊的人；小马，又指小驴、小骡                                                           |
| 骟   | 已阉的马；割去牲畜的睾丸或卵巢                                                                             |
| 骝   | 黑鬣黑尾红马                                                                                               |
| 骖   | 车前两侧的马；驾三匹马：载骖载驷                                                                           |
| 驷   | 一车四马；古星名（亦作天驷、天龙）                                                                         |
| 騑   | 即骖马（驾在车辕两旁的马）                                                                                 |
| 騧   | 黑嘴黄马；姓                                                                                               |
| 骙   | 骙骙（壮马貌）                                                                                             |
| 骎   | 状马疾貌；喻事业进行迅速：骎骎日上                                                                         |
| 骋   | 奔跑；放开；发挥，抒发                                                                                     |
| 骒   | 雌，专指马和骡                                                                                             |
| 骀   | 劣马，喻庸才；羸骀；驽骀；马衔脱落                                                                         |
| 驽   | 劣马，走不快的马；喻愚钝无能：驽蹇（喻才能平庸低下）                                                       |
| 驸   | 驸马：原为官名“驸马都尉”的简称，后就成为帝王女婿的专称；几匹马共同拉车，在旁边的马                         |
| 駹   | 面、额白色的黑马：駹马（白面黑马）；青马；杂色牲口                                                         |
| 骍   | 赤马（也指赤牛）；泛指赤色：骍骍（赤色）；骍刚（赤土；赤色公牛）；骍红（红色）；骍颜（醉得脸红）           |
| 骃   | 浅黑带白杂毛的马                                                                                           |
| 骁   | 好马；勇键                                                                                                 |

## 組成
合體字是由獨體字組成的，類似拼音文字中單詞由字母組成，但組成結構與拼音文字不同。拼音文字是一維的，由左至右的方式（或由右至左）排列，而漢字是二維方式排列，有除左右結構外的多種結構：
1. 左右：信（人＋言）、張（弓＋長）
2. 上下：李（木＋子）、章（立＋早）
3. 半包圍：超（走＋召）
4. 全包圍：圈（囗＋卷）
5. 左右包夾：街（行＋圭）、辯（辡＋言）
6. 上下包夾：龠（侖＋品）、裹（衣＋果）
7. 糅合：（步＋戌）、颖（顷＋禾）

## 數量
漢字中除卻由象形、指事產生的獨體字之外，全部都是合體字。合體字中尤以形聲字數量最多。
- 說文解字共收字9353個，其中形聲字佔7697個（約佔82%）[1]。
- 南宋郑樵对23000多个汉字进行了统计分析，形声字约占90%。
- 十八世紀常用漢字中，形聲字約佔97%[1]。

常用漢字中，合體字的比例超過95%。

## 應用
- 漢字的合體，是部首檢字法的基礎。正是因為合體字是由多個獨體字構成，提出其中的特徵獨體字作為部首，便適用於字典的檢索。
- 各種形碼中文輸入法都是基於漢字的合體性質。
- 動態組字技術及Unicode中的IDS序列。